# رحلتي الفكرية في البذور والجذور والثمار
رحلتي الفكرية ـ في البذور والجذور والثمار هي سيرة ذاتية تصف المشوار الفكري للكاتب والمفكر عبد الوهاب المسيري، لم يلتزم فيها الكاتب في سردها بالتسلسل الزمني لأحداث حياته.

## تقسيم الكتاب
يقع الكتاب في جزئين: "التكوين" و"عالم الفكر"

### الجزء الأول: التكوين
الفصل الأول: البذور الأولي فيه تكلم المسيري عن نشأته في دمنهور لأسرة برجوازية، يحوي تأريخا بسيطا لبعض مظاهر الحياة في ما أسماه بالمجتمع التراحمي حيث تعلوا العلاقات الإنسانية بين الأفراد علي المصالح والمكاسب المادية.
الفصل الثاني: بدايات الهوية ويتحدث عن انتقال الكاتب إلي الإسكندرية للالتحاق بالدراسة الجامعية بجامعة الإسكندرية، ويسرد توجهاته الماركسية في تلك الحقبة.
الفصل الثالث: في الولايات المتحدة
يتحدث عن بعثته للولايات المتحدة وبعض مظهر الحياة الأكاديمية هناك، وبعض الشخصيات التي تعرف إليها، وتوجهاتهم الفكرية آنذاك.
الفصل الرابع: من بساطة المادية إلي رحابة الإنسانية والإيمان

### الجزء الثاني: عالم الفكر
الفصل الأول: النماذج الإدراكية والتحليلية
الفصل الثاني: بعض الثمرات الأولي
الفصل الثالث: الصهيونية
الفصل الرابع: الموسوعة - تاريخها
الفصل الخامس: في عالم الأدب والفن

## وصلات خارجية
- آراء القراء حول كتاب رحلتي الفكرية على  موقع أبجد
- فهرس كتاب رحلتي الفكرية على  موقع فكرة